# Alfred Wiese
Alfred Wiese (* 21. Dezember 1894 in Bielefeld; † 4. Mai 1960 ebenda) war ein deutscher Glasmaler.

## Leben
Alfred Wiese besuchte nach einer Lehr- und Gehilfenzeit als Glasmaler als Schüler von Karl Muggly die Handwerker- und Kunstgewerbeschule Bielefeld. Ab 1922 setzte er sein Studium an der Kunstgewerbeschule Düsseldorf bei Johann Thorn-Prikker fort. 1924 besuchte Wiese Norwegen und 1926 war er in Berlin. 1927–1929 schloss er sein Studium an der Kunstakademie Düsseldorf bei Heinrich Nauen ab. Anschließend lebte Alfred Wiese als freischaffender Künstler in Bielefeld. Neben Kirchenfenstern schuf Wiese Ölgemälde, Aquarelle, Pastelle und Zeichnungen.

## Werke (Auswahl)
- Junge Frau, Tuschezeichnung, um 1920
- Verspottung Christi, Aquarell, um 1920
- Kreuzigungsgruppe, Aquarell, um 1929
- Ernte, Aquarell, um 1927

Glasmalerei
- Glasfenster – Ernte, Delikatessenladen Bielefeld
- Glasfenster – Muse, Theater Bielefeld
- Gütersloh-Isselhorst, Evang. Kirche[1]
- Friedhofskapelle, Brackwede
- Johanniskirche, Bielefeld
- Friedhofskapelle Johannisfriedhof, Bielefeld[2]
- Löhne-Mennighüffen, Ev.-Luth. Kirche[3]
- Bad Driburg, Friedhofskapelle Westfriedhof[4]
- Löhne-Siemshof, Ev.-Luth. Heilandkirche[5]
- Vlotho-Exter, Ev.-Luth. Kirche[6]
- Zisterzienserkirche, Fürstensee/Przywodzie
- Kirche, Schönwasser

## Ausstellungen (Auswahl)
- 1930: „Aus Bielefelder Privatbesitz“, Kunsthaus Bielefeld
- 1931: Kunsthaus Bielefeld[7]
- 1932: Kunsthaus Bielefeld[8]
- 1946: „40 Jahre Bielefelder Kunst“, Städt. Kunsthaus Bielefeld
- 1948: „Internationale Ausstellung christlicher Kunst der Gegenwart“, Köln
- 1950: Neuerwerbungen, Städt. Kunsthaus Bielefeld